# 基韋斯特鎮區 (堪薩斯州科菲縣)
基韋斯特鎮區（英語：Key West Township）為美國堪薩斯州科菲縣轄下的鎮區。2010年美国人口普查中該鎮區人口有242人。

## 地理
基韋斯特鎮區涵蓋面積124.1平方（47.9平方英里），境內無城市。

### 墓園
根據美國地質調查局的資料，此鎮區擁有1座墓園：
- 基韋斯特墓園（Key West Cemetery）

### 溪流
通過此鎮區的溪流有：
- 喬溪（Joe Creek）
- 桑德溪（Sand Creek）

## 人口統計
根據2010年美國人口普查，基韋斯特鎮區人口有242人，住房113戶，人口密度為1.95人/每平方公里。此鎮區居民之種族中，白人佔99.17%，非裔美國人佔0%，美洲原住民佔0.41%，亞裔美國人佔0%，太平洋島裔美國人佔0%，其他種族佔0%，混血種族則佔0.41%。而西班牙裔或拉丁裔美國人佔此鎮區人口的2.07%。

## 外部連結
- City-Data.com （页面存档备份，存于）